# Печатка Вайомінгу
Велика печатка штату Вайомінг (англ. Great Seal of the State of Wyoming) — один з державних символів штату Вайомінг, США. Печатка була створена 1893 року, перероблена 1921 року.
Жінка, зображена на прапорі, символізує політичні права жінок, якими користуються жінки Вайомінгу з прийняттям поправки до виборчого право 1869 року. Позаду статуї викарбувано напис «Рівні права», з боків чоловічі фігури символізують домашню худобу та гірничодобувну промисловість штату. Номер 44 на п'ятикутної зірки означає, що Вайомінг був прийнятий до Спілки 44 за рахунком. Сувої, обвивають стовпи, несуть слова нафту, гірничорудна промисловість, тваринництво та зерно, які є чотирма головними галузями Вайомінгу.
Державна печатка поміщені в вітражі стель Палати представників та Сенату Вайомінгу. Печатка також об'єднана з прапором, яка помітно її доповнює всередині силуету американського бізона.